# Gulbene
Gulbene (hist. niem. Schwanenburg) – miasto na Łotwie, w Liwonii, w novadsie Gulbene; 9484 mieszkańców (2005). Nazwa miejscowości pochodzi od łotewskiego gulbis – łabędź.
Przez miasto przepływa rzeka Krustalīce, prawobrzeżny dopływ Pededze. Gulbene położone jest w odległości 180 km od Rygi.
Stacja kolejowa Gulbene połączona jest linią szerokotorową z Pļaviņas i dalej z Rygą oraz linią wąskotorową z Alūksne (33 km długości; 750 mm). Duży i monumentalny dworzec kolejowy w stylu dworkowym z kilkoma peronami, położony nieco poza centrum, jest jednym z najbardziej charakterystycznych obiektów. W źródłach polskich miasto określano jako Szwanbork.

## Historia
Na przełomie X i XI w. znajdował się tu gródek Liwów, była to budowla o konstrukcji drewniano-ziemnej. W 1244 roku zameczek ten podlegał arcybiskupowi ryskiemu. Na miejscu budowli o konstrukcji drewniano-ziemnej w 1340 roku wybudowany został solidny zamek z kamieni. W latach 1561–1621 Gulbene znajdowało się w granicach Rzeczypospolitej Obojga Narodów, na terenie województwa wendeńskiego.
Zamek arcybiskupów ryskich w Gulbene został zniszczony przez wojska moskiewskie w 1577 r., w pierwszym etapie wojny polsko-rosyjskiej. W roku 1588 Stefan Batory nadał go wraz z resztą starostwa marienburskiego Olbrachtowi Łaskiemu.
W okolicy dawnego zamku w pierwszej połowie XIX wieku rodzina von Wolff (pochodząca ze Śląska i nieutrzymująca kontaktów z von Wolffami z pobliskiego Stāmerienā) wzniosła dwa kompleksy pałacowe: biały pałac i czerwony pałac wraz z budynkami gospodarczymi, w tym ujeżdżalnię koni i oranżerię. Zespoły pałacowe w przeszłości położone były w oddaleniu od osiedla Gulbene, a obecnie znajdują się w obrębie miasta. Z pałaców w lepszym stanie zachowania jest czerwony. W latach siedemdziesiątych XX w. dobudowano do niego budynek z białej cegły, a całość wykorzystywana była na szkołę. Współcześnie (2008) w białej dobudówce mieści się siedziba gminy Stradi współpracującej z gminą Kętrzyn, a w dawnym pałacu centrum edukacyjne dla dorosłych. Dawna ujeżdżalnia zaadaptowana została na salę konferencyjną w 2007 r. Tworzy ona jeden kompleks z hotelem i restauracją. Odtworzony został już park krajobrazowy wchodzący w skład całego zabytkowego kompleksu. W dalszej kolejności nastąpi restauracja białego pałacu. Kompleks o nazwie „Vecgulbenes Muiža” należy do Elmārsa Pitury (Polak z pochodzenia).
Przy ulicy Brīvības oddzielającej zespoły pałacowe od terenu, na którym znajduje się kościół luterański, w roku 1929 postawiono pomnik dla uczczenia pamięci mieszkańców Gulbene i okolic, którzy zginęli w walce o niepodległość Łotwy. W czasie II wojny światowej pomnik został zniszczony przez Armię Czerwoną. Pomnik odrestaurowano w 1992 r.
Podczas okupacji hitlerowskiej, w lipcu 1941 roku Niemcy utworzyli tymczasowe getto dla żydowskich mieszkańców. Przebywało w nim około 120 osób. 2 sierpnia 1941 roku Niemcy ostatecznie zlikwidowali getto, a Żydów zamordowano we wsi Litene. Sprawcami zbrodni byli Łotysze z Rygi z tzw. komando Arajsa oraz miejscowej „samoobrony”.

## Kościoły
Kolejność niżej wymienionych kościołów jest adekwatna do liczby wiernych danego wyznania.
- Na miejscu zburzonego w XVI w. zamku w latach 1838–1843 wybudowany został kościół luterański w stylu klasycystycznym. W czasie II wojny światowej została zniszczona dzwonnica i obrazy ołtarzowe. Współcześnie w kościele znajduje się jeden ołtarz wykonany z drewna dębowego w stylu neogotyckim z drugiej połowy XIX w., z tego okresu pochodzi też ambona. Przed kościołem znajduje się pomnik Marcina Lutra. Nabożeństwa w niedziele o godz. 13.00 i 15.00.

- Parafia katolicka pw. „Przenajświętszego Sakramentu” w Gulbene jeszcze przed II wojną światową posiadała niewielką kaplicę. W latach 1996–1998 wybudowano tu nowy, okazały kościół z dwiema wieżami (24 m wysokości) od fasady. Kościół zaprojektował architekt Guntas Graudupers. W kościele są trzy ołtarze, w ołtarzu bocznym znajduje się obraz MB Agłońskiej. Sanktuarium Matki Bożej w Agłonie dla Łotwy jest odpowiednikiem polskiej Jasnej Góry. Organy znajdujące się w kościele wykonane zostały około 200 lat temu w Austrii. Kościół był konsekrowany 19 grudnia 1998 roku przez arcybiskupa Jānisa Pujatsa. Świątynia ta służy katolikom z miasta i okręgu Gulbene. Inwestycję zrealizowano przy udziale obecnego (2008) proboszcza Wiaczesława Bogdanowicza. Msze św. w niedziele o godz. 11.00, w poniedziałki i soboty o godz. 8.00, w pozostałe dni robocze o godz. 18.00. (Proboszcz obsługuje trzy parafie).

- Liczną grupę w Gulbene stanowią baptyści, którzy posiadają tutaj niewielką świątynię.

- W Gulbene funkcjonuje także cerkiew prawosławna, na miejscu kaplica w domu prywatnym i cerkiew w Stāmerienie.

## Jubileusz 80-lecia miasta
Gulbene otrzymało prawa miejskie w 1928 roku. Z okazji 80-lecia nadania praw miejskich pod koniec lipca 2008 roku w Gulbene odbyły się kilkudniowe uroczystości. W mieście w ostatnią sobotę i niedzielę lipca odbywają się „Dni Gulbene”. W ramach „Dni Gulbene” odbywa się parada wózków. Uczestniczą w niej rodzice z niemowlakami w wózkach. Korowód maszerujący ulicami miasta poprzedza zwykle orkiestra dęta. Dni Gulbene w roku 2008 miały wyjątkowo uroczystą oprawę ze względu na jubileusz nadania praw miejskich. Odbywały się występy zespołów artystycznych i koncerty, w tym także w wykonaniu zespołów z Rygi. Z okazji jubileuszu miasto wydało bankiet w dawnej ujeżdżalni (w 2006 roku była tu jeszcze ruina). W bankiecie uczestniczyło ponad czterysta osób, w tym delegacje zagraniczne.

## Herb
W 1938 roku przyjęto herb miasta: płynący srebrny łabędź na czarnym polu. Dnia 4 czerwca 2002 roku łotewska komisja heraldyczna zatwierdziła szczegóły herbu i flagi miasta.

## Zdjęcia

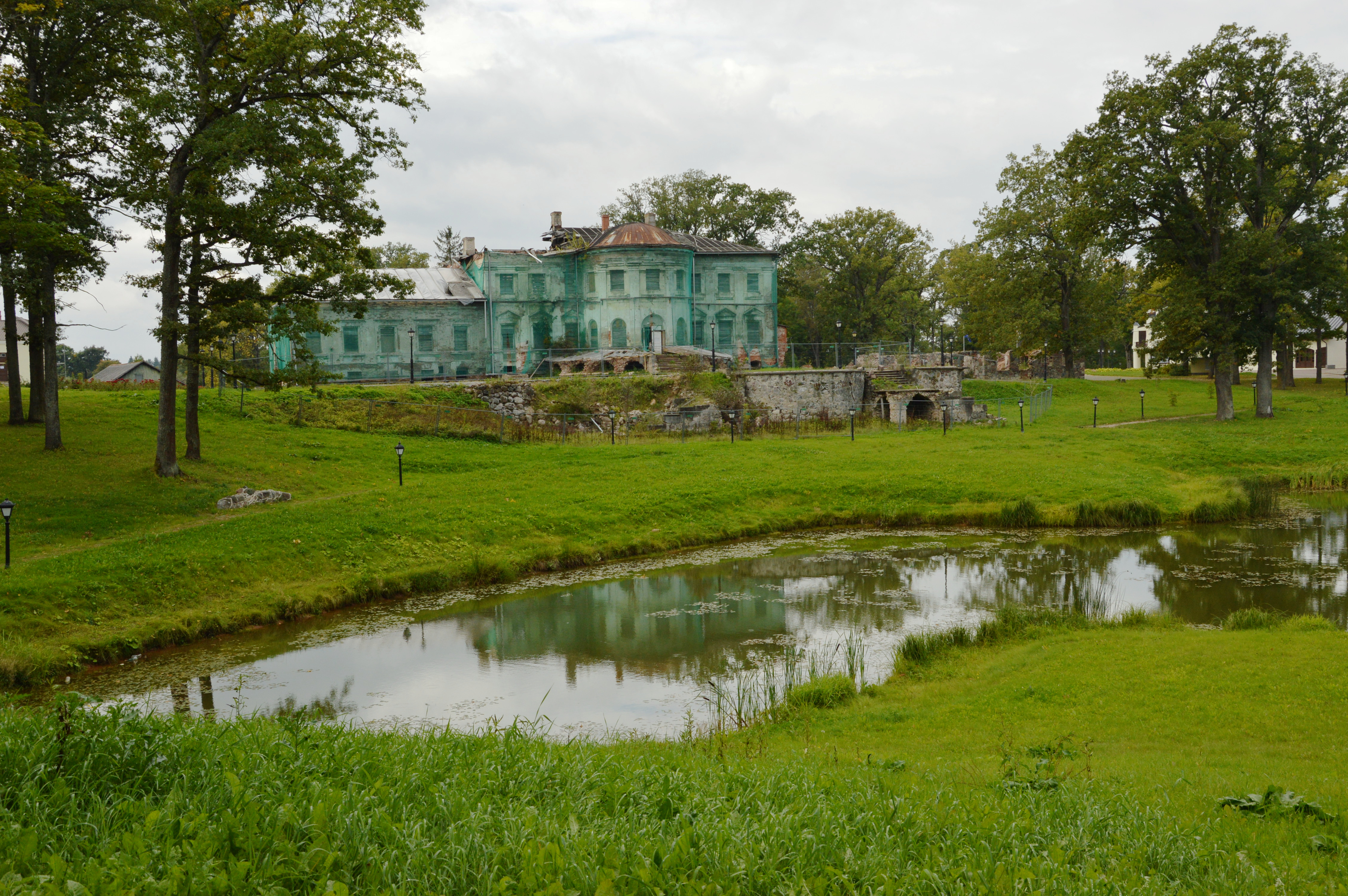
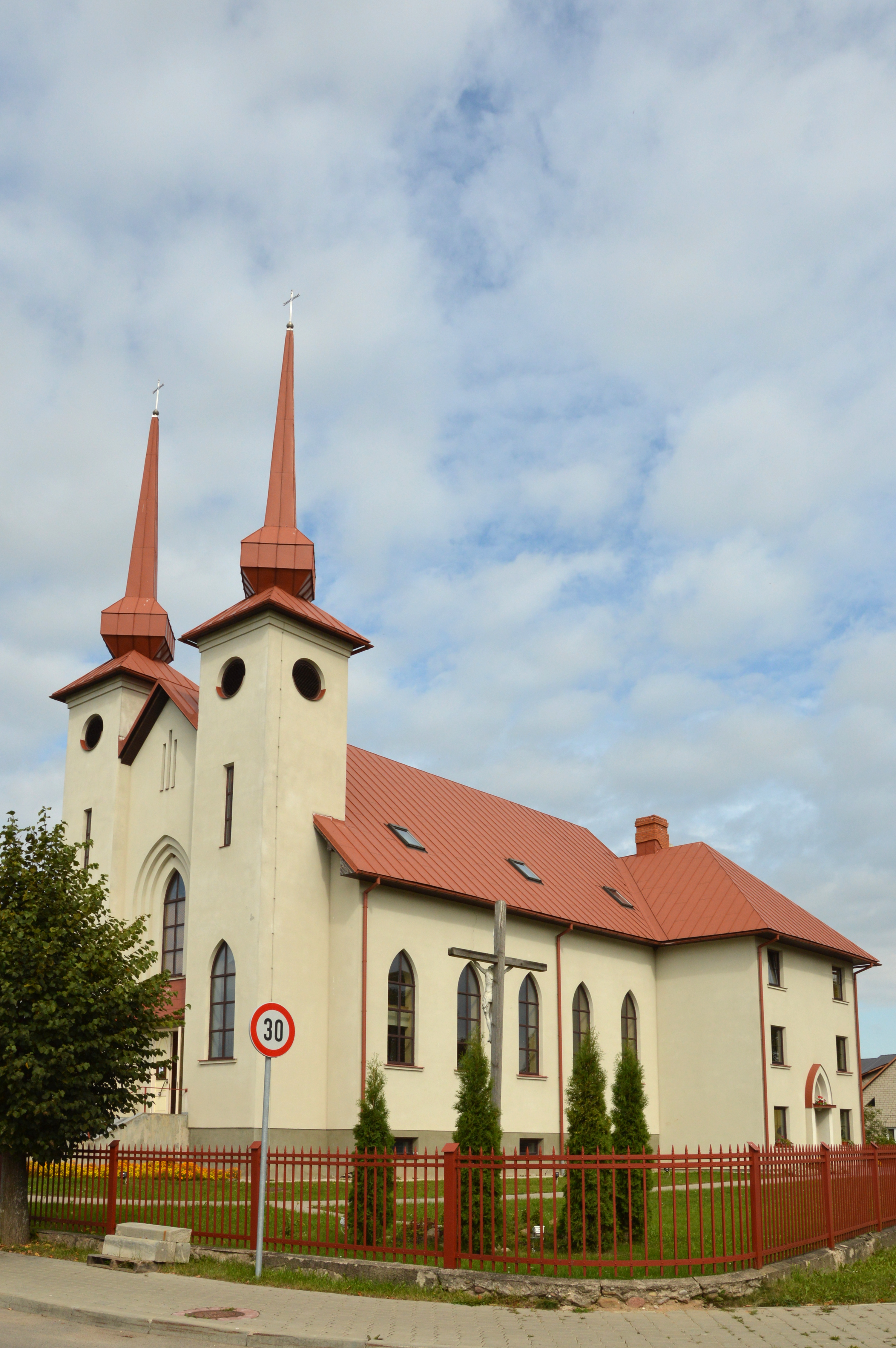
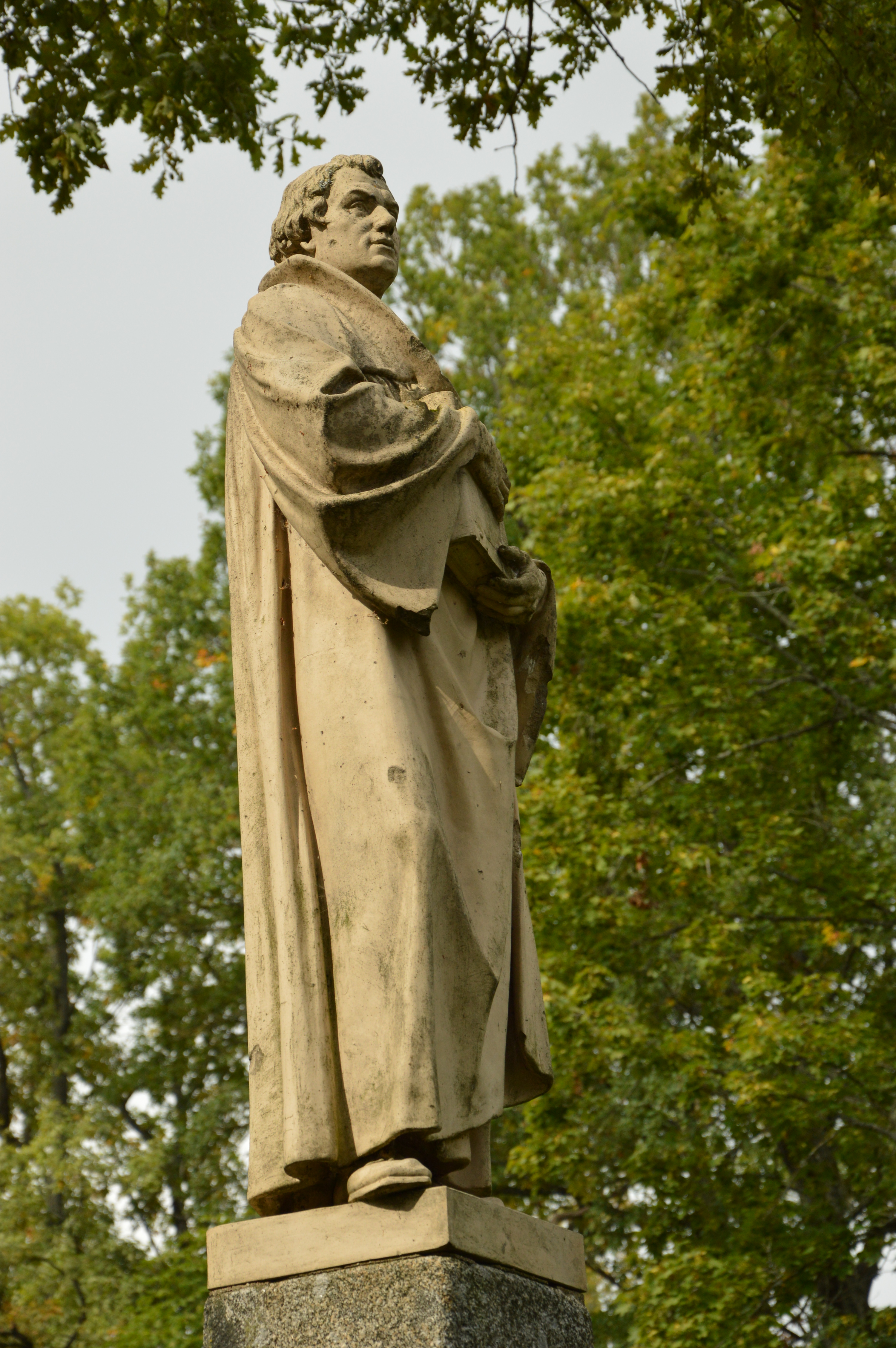
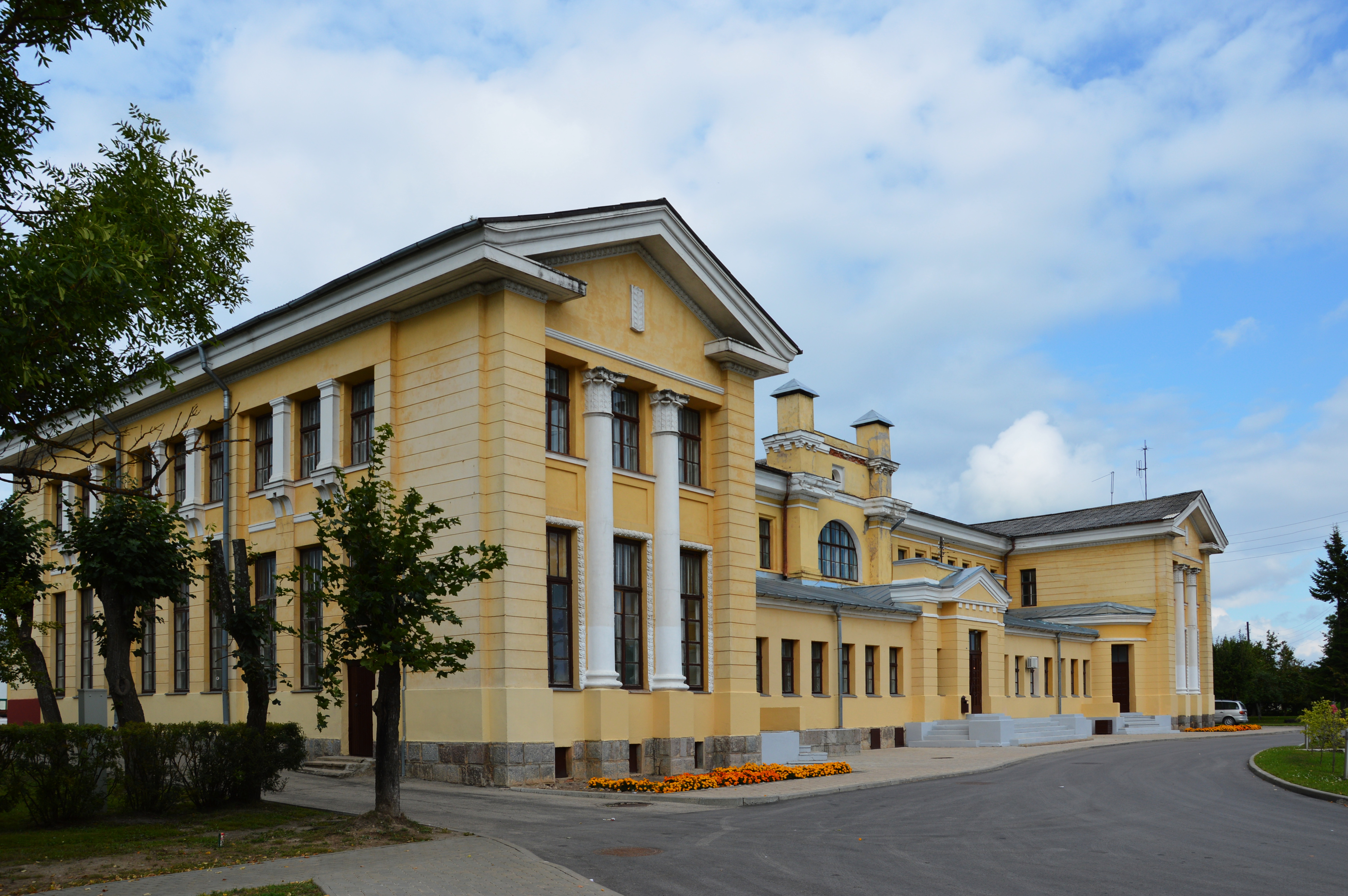
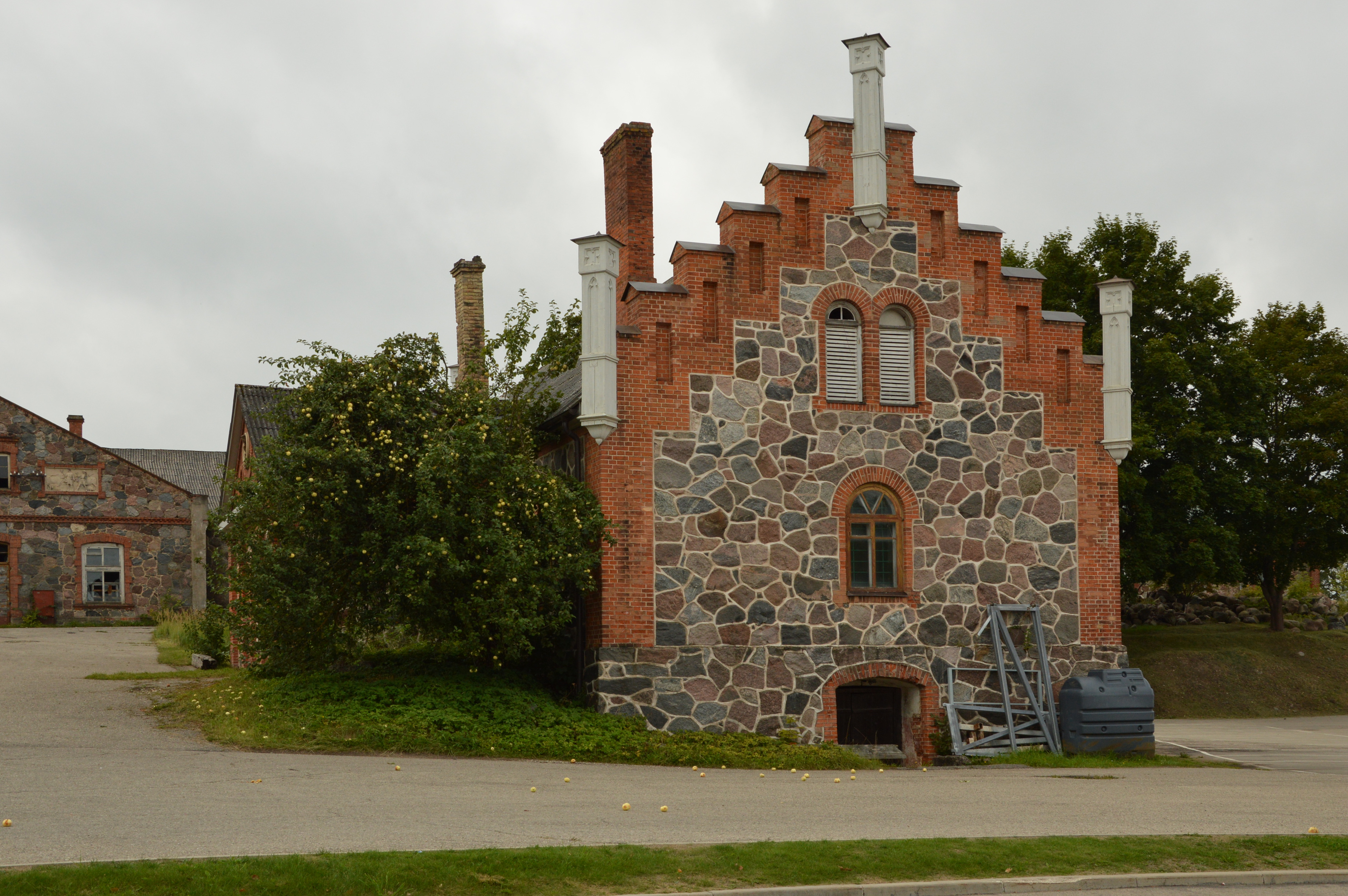
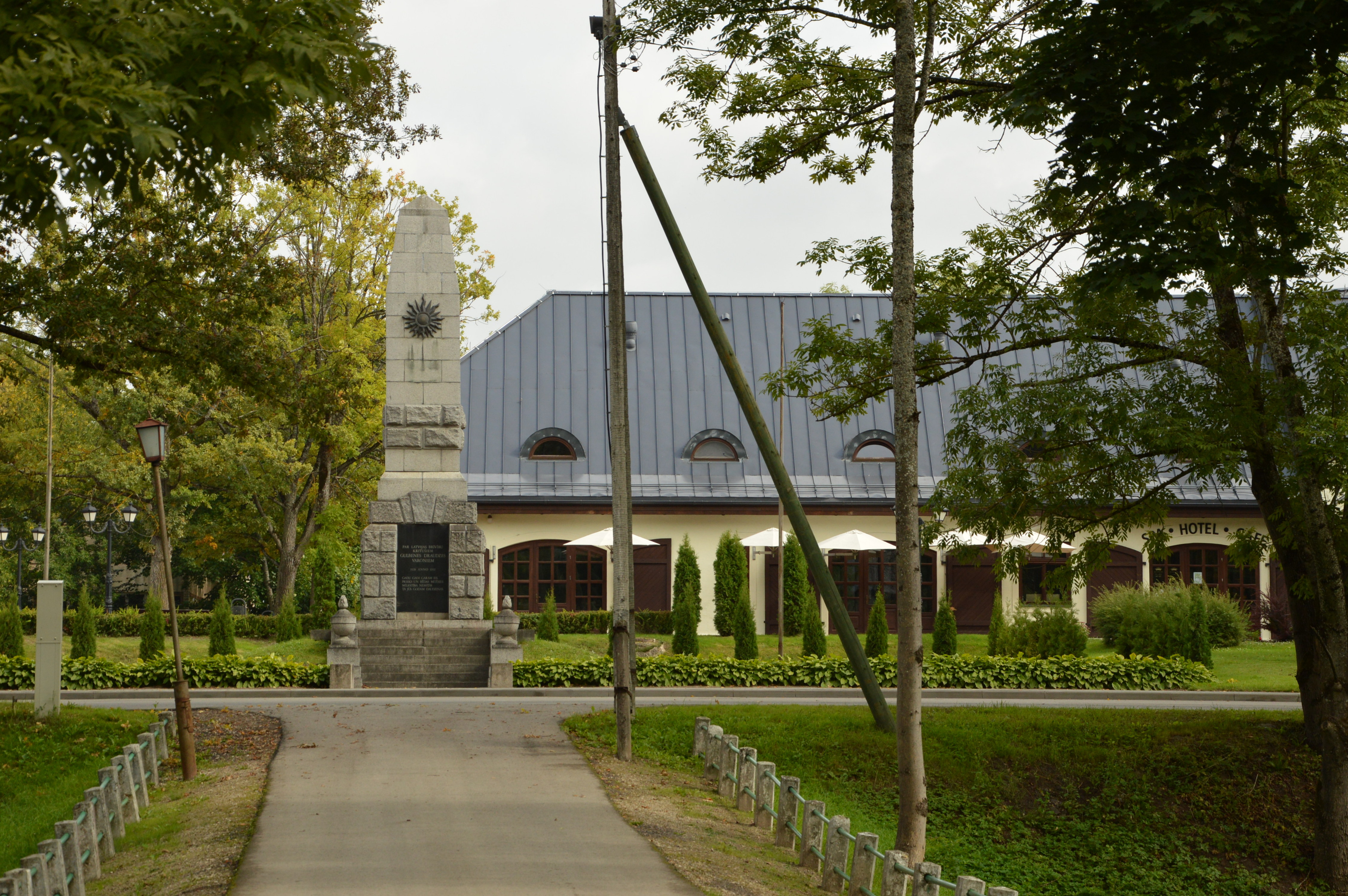

## Muzeum Historii i Sztuki w Gulbene
Muzeum w Gulbene jako samodzielna jednostka organizacyjna powstało 1 stycznia 1982 roku. Pierwotnie była to izba pamięci założona po 1960 roku przy Radzie Miasta. Izba w 1975 roku przekształcona została w Muzeum Miejskie. Od 1978 roku było ono filią Muzeum w Alūksne. W latach 1982–1994 muzeum zajmowało I piętro budynku przy ul. Rīgas 49, a do 2001 roku w ciasnych pomieszczeniach Miejskiego Domu Kultury. Samodzielną siedzibę muzeum otrzymało po opuszczeniu przez Armię Czerwoną budynku dawnej oranżerii przy ul. Brīvības 10. Po przeprowadzonym remoncie muzeum przeprowadziło się do nowej siedziby pod koniec 2001 roku. W zbiorach muzeum znajduje się ponad 52 tys. eksponatów, w tym: zbiory szklanych fotonegatywów, dokumenty, pocztówki, obrazy i zbiory etnograficzne.

## Miasta partnerskie
- Bobrujsk na Białorusi.
- Them w Danii.